# Circus Maximus: Chariot Wars
Circus Maximus: Chariot Wars è un videogioco ambientato nell'antica Roma con corse di carri. I giocatori competono contro altri carri, ognuno con un cavallo e un gladiatore, e competono in gare pericolose in cui i giocatori usano il proprio gladiatore per combattere gli altri fino alla morte.

## Modalità di gioco
Il gioco comprende tre modalità, ovvero Impero, Torneo e Accademia. Tra le squadre presenti troviamo quella africana, quella romana, quella greca, quella amazzone, quella germanica, quella egiziana, quella dei gladiatori, quella di Scorpius e Minotaur e quella di Sallus e Agrippa, mentre tra i circuiti presenti troviamo Cipro, la Britannia, la Germania, la città di Alessandria e il Circo Massimo. Inoltre, durante la selezione della squadra, è possibile scegliere i cavalli, il carro, l'auriga e il gladiatore, tutti componenti del giocatore, ognuno con i propri attributi.
Durante la gara, il gladiatore può attaccare gli altri carri per danneggiarli. Una volta distrutto, il carro viene ricostruito, ma perde tutta la sua velocità.

## Accoglienza
| Testata                          | Versione | Giudizio |
| -------------------------------- | -------- | -------- |
| Metacritic (media al 30-01-2020) | Xbox     | 67/100   |
| AllGame                          | Xbox     | [ 2 ]    |
| EGM                              | Xbox     | 3/10     |
| Game Informer                    | Xbox     | 6/10     |
| Game Revolution                  | Xbox     | C        |
| GamePro                          | Xbox     | [ 6 ]    |
| GameSpot                         | Xbox     | 6.2/10   |
| GameSpy                          | Xbox     | 76%      |
| GameZone                         | Xbox     | 7.5/10   |
| IGN                              | Xbox     | 3.8/10   |
| OXM                              | Xbox     | 6.5/10   |
| Playboy                          | Xbox     | 70%      |
| The Cincinnati Enquirer          | Xbox     | [ 13 ]   |

La versione Xbox ha ricevuto un'accoglienza "mista" stando alle recensioni aggregate sul sito web Metacritic. Per la maggior parte, la critica ne ha apprezzato il tema originale di corse sui carri combinate ai combattimenti tra gladiatori in un colpo solo, ma ne ha criticato i controlli difficili da imparare.